# Seattle Seahawks 2021
La stagione 2021 dei Seattle Seahawks è stata la 46ª della franchigia nella National Football League, la 20ª giocata nel Lumen Field (precedentemente conosciuto come CenturyLink Field) e la undicesima con Pete Carroll come capo-allenatore.
Dopo una sconfitta per 10–20 contro i Los Angeles Rams nella settimana 15, i Seahawks soffrirono la prima stagione con un record negativo da 2011, la prima dell'era di Russell Wilson. La squadra chiuse ultima nella propria division per la prima volta dal 1996, quando militava ancora nella AFC West. I Seahawks continuarono le difficoltà difensive ereditate dalla stagione precedente, classificandosi ultimi in yard concesse. Russell Wilson saltò anche le prime gare in carriera, a causa di un infortunio nella settimana 5 contro i Rams.

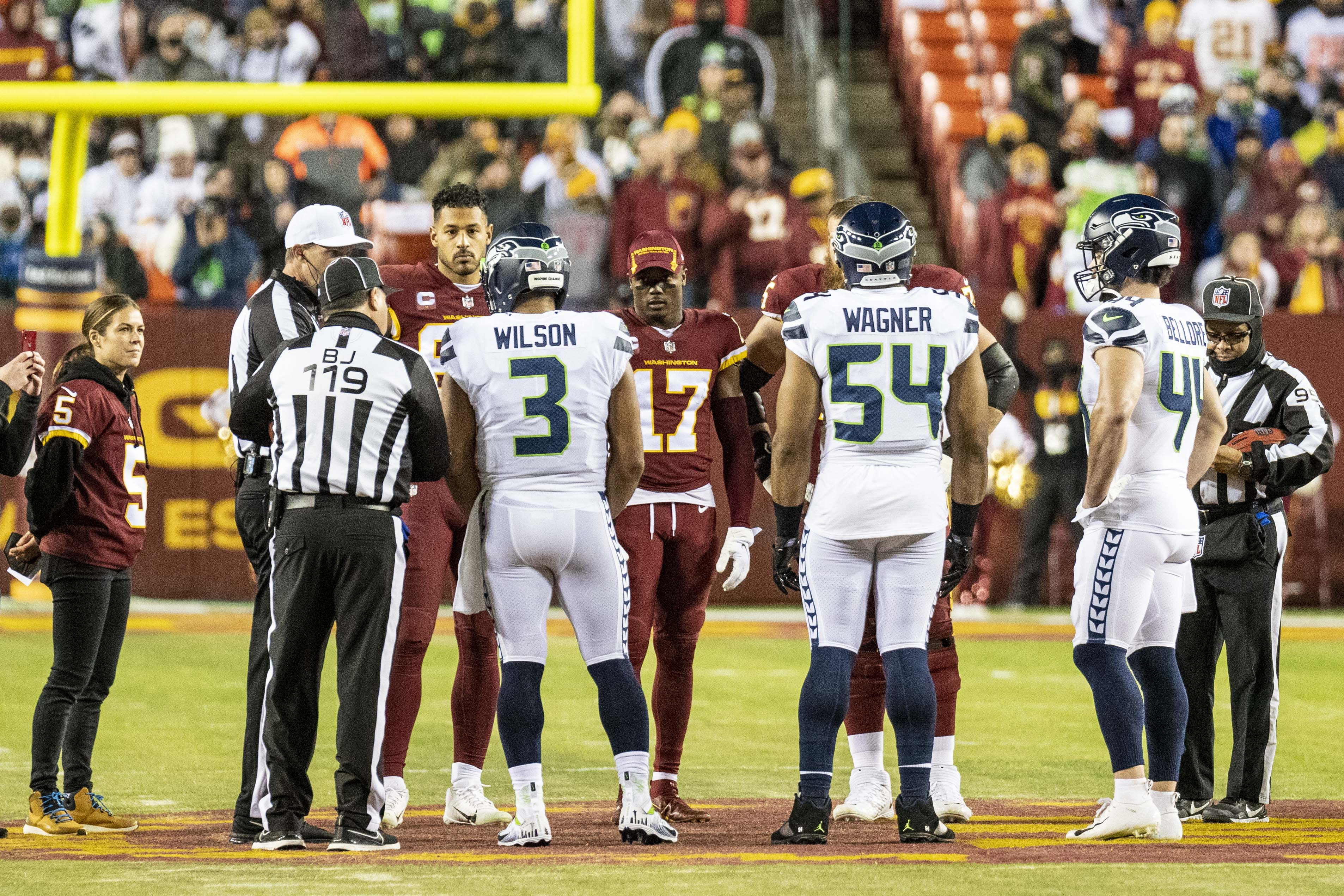
La gara contro Washington del dodicesimo turno

## Scelte nel Draft 2021
| Scelte dei Seahawks nel Draft 2021 |        |                  |       |                  |              |
| Giro                               | Scelta | Giocatore        | Ruolo | College          | Note         |
| 2                                  | 56     | D'Wayne Eskridge | WR    | Western Michigan |              |
| 4                                  | 137    | Tre Brown        | CB    | Oklahoma         | Da Tampa Bay |
| 6                                  | 208    | Stone Forsythe   | OT    | Florida          |              |

## Staff
| Staff dei Seattle Seahwaks nel 2021 |
| --- |
| Organi dirigenziali - Esecutrice/Chairwoman – Jody Allen - Presidente – Chuck Arnold - Vice presidente esecutivo/general manager – John Schneider - Vice presidente dell'amministrazione del football – Matt Thomas - Vice presidente del personale dei giocatori – Trent Kirchner - Direttore degli osservatori del college – Matt Berry - Direttore del personale professionistico – Nolan Teasley - Dirigente del personale – Alonzo Highsmith Capo allenatore - Pete Carroll - Capo-allenatore associato – Carl Smith - Assistente c.a./defensive line – Clint Hurtt Altri allenatori - Preparatore atletico – Ivan Lewis - Assistente p.a. – Jamie Yanchar - Assistente p.a. – Thomas Garcia - Assistente p.a. – Mark Philipp - Assistente p.a. – Grant Steen Allenatori dell'attacco - Coordinatore offensivo – Shane Waldron - Coordinatore gioco sulle corse – Andy Dickerson - Coordinatore gioco sui passaggi – Dave Canales - Quarterback – Austin Davis - Assistente quarterback – Brad Idzik - Running back – Chad Morton - Wide receiver – Nate Carroll - Assistente wide receiver – Kerry Joseph - Tight end – Pat McPherson - Offensive line – Mike Solari - Assistente offensive line – Keli'i Kekuewa Allenatori della difesa - Coordinatore difensivo: Ken Norton Jr. - Linebacker – John Glenn - Coordinatore gioco sui passaggi – Andre Curtis - Assistente difesa/linebacker – Aaron Curry - Assistente difesa/defensive line – Damione Lewis - Controllo qualità difesa – DeShawn Shead Allenatori dello special team - Coordinatore special team: Brian Schneider - Assistente special team: Tracy Smith |

## Roster
| Roster dei Seattle Seahawks nel 2021 |
| --- |
| Quarterback - 6 Jake Luton - 7 Geno Smith - 3 Russell Wilson Running Back - 44 Nick Bellore FB - 32 Chris Carson - 41 Alex Collins - 31 DeeJay Dallas - 25 Travis Homer - 20 Rashaad Penny Wide Receiver - 1 D'Wayne Eskridge - 16 Tyler Lockett - 14 D.K. Metcalf - 18 Freddie Swain Tight End - 89 Will Dissly - 81 Gerald Everett - 84 Colby Parkinson Offensive Linemen - 76 Duane Brown T - 74 Jake Curhan T - 78 Stone Forsythe T - 61 Kyle Fuller C - 66 Gabe Jackson G - 73 Jamarco Jones T - 68 Damien Lewis G - 70 Cedric Ogbuehi T - 77 Ethan Pocic C - 72 Brandon Shell T - 64 Dakoda Shepley T Defensive Linemen - 91 L.J. Collier DE - 8 Carlos Dunlap DE - 97 Poona Ford DT - 94 Rasheem Green DE - 51 Kerry Hyder DE - 95 Benson Mayowa DE - 90 Bryan Mone DT - 98 Alton Robinson DE - 52 Darrell Taylor DE - 99 Al Woods DT Linebacker - 57 Cody Barton MLB - 56 Jordyn Brooks OLB - 54 Bobby Wagner MLB Defensive Back - 33 Jamal Adams SS - 28 Ugo Amadi FS - 27 Marquise Blair SS - 22 Tre Brown CB - 6 Quandre Diggs FS - 21 Tre Flowers CB - 23 Sidney Jones CB - 26 Ryan Neal SS - 9 D.J. Reed CB - 39 Nigel Warrior S Special Team - 4 Michael Dickson P - 5 Jason Myers K - 69 Tyler Ott LS Lista delle riserve - 55 Ben Burr-Kirven OLB (IR) - 15 John Ursua WR (IR) - 48 Marcus Webb DE (IR) Squadra di allenamento - 67 Myles Adams DT - 75 Greg Eiland T - 17 Aaron Fuller - 19 Penny Hart WR - 62 Jarrod Hewitt DT - 88 Cade Johnson WR - 34 Josh Johnson RB - 62 Pier-Olivier Lestage G - 85 Tyler Mabry TE - 92 Robert Nkemdiche DE - 35 John Reid CB - 59 Jon Rhattigan OLB - 11 Cody Thompson WR 55 attivi, 3 inattivi, 13 nella squadra di allenamento |
| Legenda - I rookie sono in corsivo. - Il primo ruolo è il principale mentre gli eventuali successivi indicano i ruoli secondari. - (IR) sta per Injured Reserve ed indica la lista ristretta per un solo giocatore infortunato che può tornare ad allenarsi dopo la settimana 6 e a rientrare in prima squadra dopo che questa ha giocato 8 partite. - (NF-Inj.) / (NF-Ill.) stanno rispettivamente per Non-Football Injured e Non-Football Illness ed indicano le liste dove viene inserito un giocatore che ha un infortunio o una malattia non dipendente dal football americano. - (PUP) sta per Physically Unable to Perform ed indica la lista dove viene inserito un giocatore mentre è in attesa di recuperare la condizione fisica. Nella stagione regolare dopo la sesta partita giocata dalla propria squadra, il giocatore ha tempo tre settimane per riprendere ad allenarsi, più tre settimane aggiuntive dal suo rientro agli allenamenti per rientrare in prima squadra. |

## Partite

### Pre-stagione
| Pre-stagione |           |           |                      |           |        |                   |      |         |
| Turno        | Data      | Ora       | Avversario           | Risultato | Record | Stadio            | TV   | Sintesi |
| 1            | 14 agosto | 6:00 p.m. | at Las Vegas Raiders | S 7–20    | 0–1    | Allegiant Stadium | KCPQ | Recap   |
| 2            | 21 agosto | 7:00 p.m. | Denver Broncos       | S 3–30    | 0–2    | Lumen Field       | KCPQ | Recap   |
| 3            | 28 agosto | 7:00 p.m. | Los Angeles Chargers | V 27–0    | 1–2    | Lumen Field       | KCPQ | Recap   |

### Stagione regolare
| Stagione regolare |                    |                             |                    |                    |                    |                    |
| Turno             | Data               | Avversario                  | Risultato          | Record             | Stadio             | Sintesi            |
| 1                 | 12 settembre       | at Indianapolis Colts       | V 28–16            | 1–0                | Lucas Oil Stadium  | Recap              |
| 2                 | 19 settembre       | Tennessee Titans            | S 30–33 (DTS)      | 1–1                | Lumen Field        | Recap              |
| 3                 | 26 settembre       | at Minnesota Vikings        | S 17–30            | 1–2                | U.S. Bank Stadium  | Recap              |
| 4                 | 3 ottobre          | at San Francisco 49ers      | V 28–21            | 2–2                | Levi's Stadium     | Recap              |
| 5                 | 7 ottobre          | Los Angeles Rams            | S 17–26            | 2–3                | Lumen Field        | Recap              |
| 6                 | 17 ottobre         | at Pittsburgh Steelers      | S 23–26 (DTS)      | 2–4                | Heinz Field        | Recap              |
| 7                 | 25 ottobre         | New Orleans Saints          | S 10–13            | 2–5                | Lumen Field        | Recap              |
| 8                 | 31 ottobre         | Jacksonville Jaguars        | V 31–7             | 3–5                | Lumen Field        | Recap              |
| 9                 | Settimana di pausa | Settimana di pausa          | Settimana di pausa | Settimana di pausa | Settimana di pausa | Settimana di pausa |
| 10                | 14 novembre        | at Green Bay Packers        | S 0–17             | 3–6                | Lambeau Field      | Recap              |
| 11                | 21 novembre        | Arizona Cardinals           | S 13–23            | 3–7                | Lumen Field        | Recap              |
| 12                | 29 novembre        | at Washington Football Team | S 15–17            | 3–8                | FedExField         | Recap              |
| 13                | 5 dicembre         | San Francisco 49ers         | V 30–23            | 4–8                | Lumen Field        | Recap              |
| 14                | 12 dicembre        | at Houston Texans           | V 33–13            | 5–8                | NRG Stadium        | Recap              |
| 15                | 21 dicembre        | at Los Angeles Rams         | S 10–20            | 5–9                | SoFi Stadium       | Recap              |
| 16                | 26 dicembre        | Chicago Bears               | S 24–25            | 5–10               | Lumen Field        | Recap              |
| 17                | 2 gennaio          | Detroit Lions               | V 51–29            | 6–10               | Lumen Field        | Recap              |
| 18                | 9 gennaio          | at Arizona Cardinals        | V 38–30            | 7–10               | State Farm Stadium | Recap              |

Note:
- Gli avversari della propria division sono in grassetto.

## Premi

### Premi settimanali e mensili
- Travis Homer

giocatore degli special team della NFC della settimana 13
- Rashaad Penny

giocatore offensivo della NFC della settimana 17
running back della settimana 17
running back della settimana 18

## Leader della squadra
| Leader della squadra   |                |            |
| Categoria              | Giocatore      | N.         |
| Yard passate           | Russell Wilson | 3.113 yard |
| Touchdown passati      | Russell Wilson | 25         |
| Yard corse             | Rashaad Penny  | 749 yard   |
| Touchdown su corsa     | Rashaad Penny  | 6          |
| Ricezioni              | D.K. Metcalf   | 75         |
| Yard ricevute          | Tyler Lockett  | 1.175      |
| Touchdown su ricezione | D.K. Metcalf   | 12         |
| Tackle totali          | Jordyn Brooks  | 184†       |
| Sack                   | Carlos Dunlap  | 8,5        |
| Intercetti             | Quandre Diggs  | 5          |
| Punti segnati          | Jason Myers    | 95 punti   |

† Nuovo record di franchigia